# Hippoporina pertusa
Hippoporina pertusa är en mossdjursart som först beskrevs av Eugen Johann Christoph Esper 1796.  Hippoporina pertusa ingår i släktet Hippoporina och familjen Bitectiporidae. Arten är reproducerande i Sverige. Inga underarter finns listade i Catalogue of Life.